# Освальд Тайхмюллер
Освальд Тайхмюллер (18 червня 1913 – вересень 1943) — німецький математик, який увів квазіконформне відображення і диференційно-геометричні методи в комплексний аналіз.

## Біографія
Тайхмюллер народився у Нордхаузені. Виріс у Санкт-Андреасберзі і отримав абітуру у 1931 році. Цього ж року він почав вивчати математику в Геттінгенському університеті. Серед його викладачів були Ріхард Курант, Герман Вейль, Отто Нойгебауер, Густав Герглотца і Едмунд Ладнау. Тайхмюллер здобув докторський ступінь у 1935 році.
Він вступив до НСДАП у липні 1931 року і став членом СА в серпні цього ж року. У 1933 він організував бойкот свого Єврейського професора Едмунда Ландау. У 1936 і 1937 роках він відвідував лекції Неванлінни, який був прихильником Третього рейху, де він був запрошеним професором. Під впливом Неванлінни Тайхмюллер здобув спеціалізацію у геометричній теорії функцій.
З особистого дозволу Фюрера він вступив до Вермахту у 1939 році і був вбитий під час бойових дій на Східному фронті.

## Математика
Теорія Тайхмюллерового простору для Ріманової поверхні була розроблена Ларсом Альфорсом, Берсом Ліпманом та іншими. Тайхмюллерівське представлення є конструкцією з р-адичних чисел.
Багато робіт Тайхмюллера було надруковано в журналі Deutsche Mathematik, що був заснований Людвігом Бібербахою і містив не тільки наукові статті, але й расову пропаганду.